# Viola egglestonii
Viola egglestonii är en violväxtart som beskrevs av Ezra Brainerd. Viola egglestonii ingår i släktet violer, och familjen violväxter. Inga underarter finns listade i Catalogue of Life.